# O călătorie spre centrul Pământului (film din 1910)
O călătorie spre centrul Pământului (în franceză Voyage au centre de la terre) este un film mut alb-negru de scurtmetraj scris și regizat de Segundo de Chomón. Este cea mai veche ecranizare bazată pe romanul cu același nume al lui Jules Verne. A avut premiera în Statele Unite ale Americii la 1 iulie 1910.